# Боровковка
Боровко́вка (укр. Боровківка) — село Каменского района Днепропетровской области Украины. Входит в состав Верхнеднепровской городской общины. До 2020 года был центром ныне упраздненного Боровковского сельского совета Верхнеднепровского района.
Код КОАТУУ — 1221081801. Население по переписи 2001 года составляло 877 человек.

## Географическое положение
Село Боровковка находится на левом берегу реки Самоткань,
ниже по течению примыкает село Авксёновка,
выше по течению на расстоянии в 1 км и
на противоположном берегу — село Павло-Григоровка.

## Экономика
- «Агро-Самара», ООО.

## Объекты социальной сферы
- Школа.
- Детский сад.
- Дом культуры.